# Mallasvesi
Mallasvesi est un lac situé à Valkeakoski et Pälkäne en Finlande,.

## Présentation
Le lac Mallasvesi a une superficie de 55,71 kilomètres carrés et une altitude de 77,4 mètres.
Ensemble les lacs Roine et Mallasvesi ont une superficie de 84,2 kilomètres carrés et ils forment le 42ème lac de Finlande.